# Musée Julio-Romero-de-Torres
Le musée Julio-Romero-de-Torres (Museo Julio Romero de Torres) est un musée d'art espagnol situé dans la ville de Cordoue et consacré à la vie et à l'œuvre du peintre cordouan Julio Romero de Torres. Le musée a été créé en 1931, un an après la mort du peintre. Il se trouve Place du Potro, dans le bâtiment de l'ancien hôpital de la charité (Hospital de la Caridad) qui abrite également le musée des beaux-arts de Cordoue. Le musée a été déclaré bien d'intérêt culturel par le gouvernement espagnol en 1962.